# Mervyn King (dartsjátékos)
Mervyn King  (Ipswich, 1966. március 15. –) angol dartsjátékos. 1994-től 2007-ig a British Darts Organisation, majd 2007-től a Professional Darts Corporation tagja. 2002-ben és 2004-ben világbajnoki döntőt játszott a BDO-nál. Beceneve "The King".

## Pályafutása

### BDO
King 1994-ben kezdte pályafutását a BDO-nál, ahol 1997-ben vett részt első világbajnokságán. Ezen a vb-n rögtön az elődöntőig jutott, ahol Les Wallace verte meg 5–3-ra és jutott be a döntőbe. A következő két világbajnokság nem sikerült jól King számára, először a második körben Ted Hankey ellen, majd 1999-ben Andy Fordham ellen az első körben esett ki. 2000-ben a negyeddöntőig sikerült eljutnia, ahol a holland Co Stompé-t nem tudta legyőzni. 2001-ben ismét korán búcsúzott, ezúttal John Walton ellen a második körben.
A 2002-es világbajnokságon King már jobban teljesített és sikerült bejutnia a világbajnoki döntőbe. A döntőben az ellenfele az ausztrál Tony David volt, aki 6–4-re legyőzte King-et és megnyerte a világbajnoki címet.
2003-ban King újra közel került ahhoz hogy világbajnoki döntőt játsszon, de Raymond van Barneveld 5–2-re legyőzte őt az elődöntőben. King a World Darts Trophy tornán is döntőt játszott, de nem sikerült megnyernie a címet.
King a 2004-es vb-n két év után újra döntőbe került, de ahogy korábban most sem tudta megnyerni a világbajnoki címet. Ezúttal Andy Fordham verte meg 6–3-ra a döntőben. Az év további részében viszont King megnyerte az első nagytornáját a BDO-nál, amely a World Masters volt.
A 2005-ös és 2006-os világbajnokságon már az előző évekhez korán a második körben kiesett. A 2005-ös vb után viszont jó évet teljesített, két nagytornát megnyert (International Darts League és Finder Masters), valamint a World Darts Trophy-n is döntőt játszott.
2007-ben utolsó BDO-s világbajnokságán újra jó formában játszott, és csak az elődöntőben esett ki a Martin Adams elleni 6–5-ös vereséggel. King ezután elhagyta a BDO-t és átszerződött a PDC-hez.

### PDC
King miután 2007-ben átment a PDC-hez, rögtön részt vehetett első világbajnokságán 2008-ban a PDC-nél. A második körig jutott, ahol a holland Roland Scholten ellen esett ki egy 4–2-es vereséggel. Rögtön első évében a Championship League-n részt vehetett első nagytorna döntőjében, ahol Taylor ellen kapott ki 7–5-re.
2009-ben King már jóval tovább jutott a világbajnokságon, és csak Phil Taylor állította meg az elődöntőben.  Mivel King jó formát mutatott az előző évben és a világbajnokságon is, ezért a vb után meghívták a Premier League küzdelmeire. King-nek ott is jól ment a játék és bejutott a sorozat döntőjébe. A döntőben az ellenfele az angol James Wade volt, aki 13–8-ra győzte le King-et.
A következő három évben mindig a második körig jutott a világbajnokságon, majd 2013-ban már az első kör jelentette számára a végállomást. 2010-ben Players Championship Finals, majd 2012-ben World Grand Prix döntőt játszott, de mindkétszer alulmaradt ellenfelével szemben.
2014-ben a világbajnokságon a harmadik körig jutott, ahol Adrian Lewis győzte le és jutott tovább a negyeddöntőbe. A 2014-es The Masters tornán King a döntőig menetelt, ahol James Wade ellen kapott ki egy szoros mérkőzésen 11–10-re, és lett ezüstérmes a tornán.
King számára a 2015-ös vb szintén rövidnek bizonyult, mivel újra az első körben búcsúzni kényszerült, ezúttal a német Max Hopp ellen 3–2-re.
2016-ban és 2017-ben a második körig tartott számára a világbajnokság, először Jelle Klaasen ellen 4–2-re, majd Michael Smith ellen 4–3-ra kapott ki.
A következő világbajnokságon az első körben az osztrák Zoran Lerchbacher volt az ellenfele, aki ellen már 2–0-ra is vezetett, de King sérülést szenvedett a mérkőzésen és ez annyira befolyásolta játékát, hogy végül az osztrák 3–2-re megfordította a mérkőzést.

## Tornagyőzelmei
| Players Championship - Players Championship (BAR): 2018 - Players Championship (GER): 2011 - Players Championship (GLA): 2008 - Players Championship (HOL): 2008 - Players Championship (SPA): 2011 - Players Championship (SWI): 2010 UK Open Regionals/Qualifiers - UK Open Qualifier: 2010 European Tour Events - European Darts Grand Prix: 2014 | - Antwerp Open: 1999 - BDO British Classic: 1998, 1999, 2002 - BDO Gold Cup: 1995 - BDO British Open: 2000 - Dutch Open: 1997 - Finnish Open: 1997, 2002 - French Open: 1996 - Swiss Open: 2005 - WDF Europe Cup Pairs: 2002 - WDF Europe Cup Team: 2000, 2004 - WDF World Cup Pairs: 2003 - WDF World Cup Team: 1999, 2001 |

## Döntői

### BDO nagytornák: 12 döntős szereplés
| Történet                         |
| BDO Világbajnokság (0–2)         |
| Winmau World Masters (1–1)       |
| World Darts Trophy (0–2)         |
| International Darts League (1–1) |
| Zuiderduin Masters (1–3)         |

| Eredmény | Sorszám | Év   | Bajnokság                  | Ellenfél a döntőben   | Pontok     |
| Döntős   | 1.      | 1996 | Zuiderduin Masters         | Martin Adams          | 2–4 (sz)   |
| Döntős   | 2.      | 2000 | Winmau World Masters       | John Walton           | 2–3 (sz)   |
| Döntős   | 3.      | 2002 | BDO Világbajnokság         | Tony David            | 4–6 (sz)   |
| Döntős   | 4.      | 2002 | Zuiderduin Masters         | Tony David            | 4–6 (sz)   |
| Döntős   | 5.      | 2003 | International Darts League | Raymond van Barneveld | 5–8 (sz)   |
| Döntős   | 6.      | 2003 | World Darts Trophy         | Raymond van Barneveld | 2–6 (sz)   |
| Döntős   | 7.      | 2003 | Zuiderduin Masters         | Raymond van Barneveld | 1–6 (sz)   |
| Döntős   | 8.      | 2004 | BDO Világbajnokság         | Andy Fordham          | 3–6 (sz)   |
| Győztes  | 1.      | 2004 | Winmau World Masters       | Tony O'Shea           | 7–6 (sz)   |
| Győztes  | 2.      | 2005 | International Darts League | Tony O'Shea           | 13–11 (sz) |
| Döntős   | 9.      | 2005 | World Darts Trophy         | Gary Robson           | 4–6 (sz)   |
| Győztes  | 3.      | 2005 | Zuiderduin Masters         | Martin Adams          | 5–4 (sz)   |

### PDC nagytornák: 7 döntős szereplés
| Történet                          |
| World Grand Prix (0–1)            |
| Premier League (0–1)              |
| The Masters (0–2)                 |
| Players Championship Finals (0–2) |
| Championship League (0–1)         |

| Eredmény | Sorszám | Év   | Bajnokság                   | Ellenfél a döntőben | Pontok    |
| Döntős   | 1.      | 2008 | Championship League         | Phil Taylor         | 5–7 (l)   |
| Döntős   | 2.      | 2009 | Premier League Darts        | James Wade          | 8–13 (l)  |
| Döntős   | 3.      | 2010 | Players Championship Finals | Paul Nicholson      | 11–13 (l) |
| Döntős   | 4.      | 2012 | World Grand Prix            | Michael van Gerwen  | 4–6 (sz)  |
| Döntős   | 5.      | 2014 | The Masters                 | James Wade          | 10–11 (l) |
| Döntős   | 6.      | 2020 | Players Championship Finals | Michael van Gerwen  | 10–11 (l) |
| Döntős   | 7.      | 2021 | The Masters                 | Jonny Clayton       | 8–11 (l)  |

1. 1 2  (l) = pontszám legekben, (sz) = pontszám szettekben.

## Televíziós 9 nyilasai
| Időpont              | Ellenfél      | Torna                 | Kombináció                      | Díjazás  |
| -------------------- | ------------- | --------------------- | ------------------------------- | -------- |
| 2009. szeptember 27. | James Wade    | South African Masters | 3 x T20; 3 x T20; T20, T19, D12 | 10 000 £ |
| 2010. június 5.      | Gary Anderson | UK Open               | 3 x T20; 3 x T20; T20, T19, D12 | 5000 £   |

## Világbajnoki szereplései

### BDO
- 1997: Elődöntő (vereség  Les Wallace ellen 3–5)
- 1998: Második kör (vereség  Ted Hankey ellen 0–3)
- 1999: Első kör (vereség  Andy Fordham ellen 2–3)
- 2000: Negyeddöntő (vereség  Co Stompé ellen 2–5)
- 2001: Második kör (vereség  John Walton ellen 0–3)
- 2002: Döntő (vereség  Tony David ellen 4–6)
- 2003: Elődöntő (vereség  Raymond van Barneveld ellen 2–5)
- 2004: Döntő (vereség  Andy Fordham ellen 3–6)
- 2005: Második kör (vereség  André Brantjes ellen 2–3)
- 2006: Második kör (vereség  Jelle Klaasen ellen 2–4)
- 2007: Elődöntő (vereség  Martin Adams ellen 5–6)

### PDC
- 2008: Második kör (vereség  Roland Scholten ellen 2–4)
- 2009: Elődöntő (vereség  Phil Taylor ellen 2–6)
- 2010: Második kör (vereség  Co Stompé ellen 2–4)
- 2011: Második kör (vereség  Andy Smith ellen 3–4)
- 2012: Második kör (vereség  Michael van Gerwen ellen 1–4)
- 2013: Első kör (vereség  Dean Winstanley ellen 2–3)
- 2014: Harmadik kör (vereség  Adrian Lewis ellen 1–4)
- 2015: Első kör (vereség  Max Hopp ellen 2–3)
- 2016: Második kör (vereség  Jelle Klaasen ellen 2–4)
- 2017: Második kör (vereség  Michael Smith ellen 3–4)
- 2018: Első kör (vereség  Zoran Lerchbacher ellen 2–3)
- 2019: Harmadik kör (vereség  Brendan Dolan ellen 2–4)
- 2020: Harmadik kör (vereség  Simon Whitlock ellen 1–4)
- 2021: Negyedik kör (vereség  Gerwyn Price ellen 1–4)
- 2022: Negyeddöntő (vereség  James Wade ellen 0–5)
- 2023: Harmadik kör (vereség  Rob Cross ellen 1–4)